# 舒科罗
舒科罗，是匈牙利费耶尔州所辖的一个村。总面积16.27平方公里，总人口1212，人口密度74.5人/平方公里（2011年1月1日）。